# DeWitt Scott
DeWitt Scott (Chicago, Illinois, 31 de mayo de 1985) es un exjugador de baloncesto estadounidense que disputó dos temporadas en la NBA D-League, la liga de desarrollo de la NBA. Con 1,98 metros de estatura, jugaba en la posición de alero.

## Trayectoria deportiva

### Universidad
Jugó una temporada con los Hawks de la Universidad Maryland Eastern Shore, en la que promedió 2,6 puntos y 1,5 rebotes por partido, tras la cual fue transferido a los Mastodons de la Universidad de Indiana-Universidad Purdue Fort Wayne, donde jugó tres temporadas más, en las que promedió 11,9 puntos y 2,9 rebotes por partido.

### Profesional
Tras no ser elegido en el Draft de la NBA de 2008, firmó contrato con los Fort Wayne Mad Ants de la NBA D-League, donde en su primera temporada promedió 7,9 puntos y 2,4 rebotes por partido. Tras comenzar la temporada siguiente con los Mad Ants, en febrero de 2010 fue traspasado a los Reno Bighorns, donde acabó la temporada promediando 5,0 puntos por partido.